# Clay Springs, Arizona
Clay Springs je naseljeno područje za statističke svrhe u američkoj saveznoj državi Arizona. Prema popisu stanovništva iz 2010. u njemu je živjelo 401 stanovnika.